# Gerhard Schulz (General)
Gerhard Schulz (* 1950) ist ein deutscher Brigadegeneral der Luftwaffe a. D. Er war zuletzt General Zentrum für Weiterentwicklung der Luftwaffe im Luftwaffenamt.

## Leben
Schulz trat 1970 als Wehrpflichtiger in die Luftwaffe der Bundeswehr ein und wurde Offizieranwärter. Von 1973 bis 1976 studierte er Elektrotechnik (Diplom-Ingenieur) an der Universität der Bundeswehr in Neubiberg. 1976 durchlief er die Ausbildung zum Feuerleitoffizier am Waffensystem HAWK an der Raketenschule der Luftwaffe in Fort Bliss, Texas.
Danach wurde er verschieden verwendet, bis er von 1983 bis 1985 den Generalstabslehrgang (L) an der Führungsakademie der Bundeswehr (FüAkBw) in Hamburg absolvierte, wofür er mit der „Ehrenmedaille General von Clausewitz“ der Clausewitz-Gesellschaft ausgezeichnet wurde. Er war dann bei einem Flugabwehrraketenbataillon stationiert und wurde 1988 als Grundsatzreferent für Luftverteidigungsplanungen in das Bundesministerium der Verteidigung (BMVg) in Bonn versetzt, war im Supreme Headquarters Allied Powers Europe (SHAPE) in Mons, Belgien und im Planungsstab des Bundesministers der Verteidigung tätig. Später war er u. a. stellvertreter Kommandeur und Chef des Stabes der 1. Luftwaffendivision in Karlsruhe. 2001 wurde er Referatsleiter im BMVg.
Von 2005 bis 2008 war er als Kommandeur der Offizierschule der Luftwaffe (OSLw) in Fürstenfeldbruck eingesetzt. 2008 ging er an das Allied Joint Force Command Naples (JFC Naples) in Neapel, Italien und war von 2011 bis 2012 General Zentrum für Weiterentwicklung der Luftwaffe im Luftwaffenamt (LwA) in Köln.
Er ging 2012 als Brigadegeneral in den Ruhestand. Er war 2. Vorsitzender der Gneisenau Gesellschaft der Offizierschulde der Luftwaffe e. V. in Fürstenfeldbruck.

## Auszeichnungen
- 1985: Ehrenmedaille General von Clausewitz